# 上科尔莱
上科尔莱（法語：Le Haut-Corlay，法語發音：[lə o kɔʁlɛ]）是法国阿摩尔滨海省的一个市镇，位于该省中南部偏西，与科尔莱相邻，属于圣布里厄区。

## 地理
上科尔莱（48°19'17"N, 3°3'25"W）面积25.64 平方千米，位于法国布列塔尼大區阿摩尔滨海省，该省份为法国西北部沿海省份，位于布列塔尼半岛北部，北濒大西洋英吉利海峡，西接菲尼斯泰尔省，南至莫尔比昂省，东临伊勒-维莱讷省。
与上科尔莱接壤的市镇（或旧市镇、城区）包括：勒维约堡、卡尼于埃勒、科尔莱、拉阿尔穆瓦、圣比伊、圣马丹德普雷。

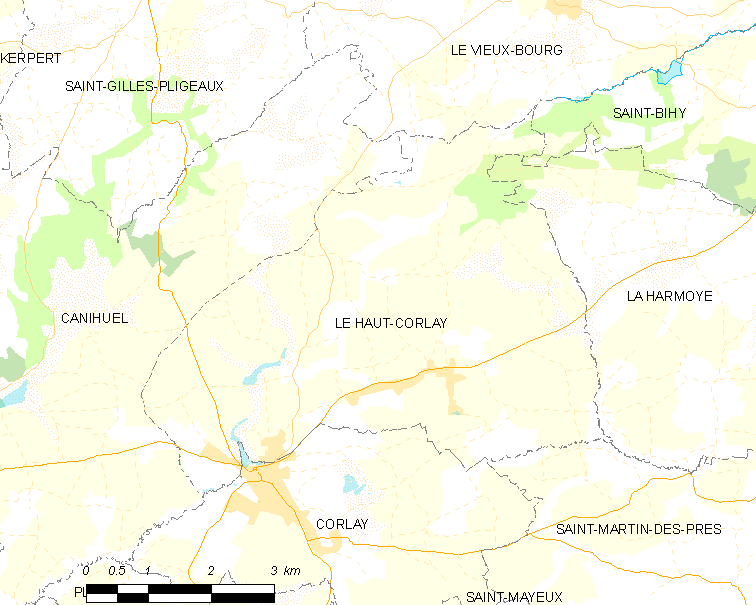
上科尔莱的OSM定位图

上科尔莱的时区为UTC+01:00、UTC+02:00（夏令时）。

## 行政
上科尔莱的邮政编码为22320，INSEE市镇编码为22074。

## 政治
上科尔莱所属的省级选区为盖莱当县。

## 人口

1962-2008年间上科尔莱人口变化图示

上科尔莱于2022年1月1日时的人口数量为650人。